# Klockestrand
Klockestrand är en tätort intill Ångermanälven i Kramfors kommun. Orten är belägen vid ena änden av lilla Sandöbron.

## Befolkningsutveckling
| Befolkningsutvecklingen i Klockestrand 1950–2020 | Befolkningsutvecklingen i Klockestrand 1950–2020 | Befolkningsutvecklingen i Klockestrand 1950–2020 | Befolkningsutvecklingen i Klockestrand 1950–2020 | Befolkningsutvecklingen i Klockestrand 1950–2020 |
| ------------------------------------------------ | ------------------------------------------------ | ------------------------------------------------ | ------------------------------------------------ | ------------------------------------------------ |
|                                                  |                                                  |                                                  |                                                  |                                                  |
| År                                               |                                                  |                                                  | Folkmängd                                        | Areal (ha)                                       |
| 1950                                             | 1950                                             |                                                  | 789                                              |                                                  |
| 1960                                             | 1960                                             |                                                  | 778                                              |                                                  |
| 1965                                             | 1965                                             |                                                  | 601                                              |                                                  |
| 1970                                             | 1970                                             |                                                  | 536                                              |                                                  |
| 1975                                             | 1975                                             |                                                  | 490                                              |                                                  |
| 1980                                             | 1980                                             |                                                  | 449                                              |                                                  |
| 1990                                             | 1990                                             |                                                  | 418                                              | 102                                              |
| 1995                                             | 1995                                             |                                                  | 362                                              | 103                                              |
| 2000                                             | 2000                                             |                                                  | 320                                              | 103                                              |
| 2005                                             | 2005                                             |                                                  | 320                                              | 103                                              |
| 2010                                             | 2010                                             |                                                  | 315                                              | 102                                              |
| 2015                                             | 2015                                             |                                                  | 327                                              | 111                                              |
| 2020                                             | 2020                                             |                                                  | 285                                              | 85                                               |
|                                                  |                                                  |                                                  |                                                  |                                                  |

## Personer från Klockestrand
- Cassandra Brunstedt